# جون سكوت (لاعب هوكي الجليد)
جون سكوت هو لاعب هوكي الجليد كندي، ولد في 26 سبتمبر 1982 في إدمونتون في كندا.

## وصلات خارجية
- جون سكوت (لاعب هوكي الجليد) على موقع دوري الهوكي الوطني (الإنجليزية)
- جون سكوت (لاعب هوكي الجليد) على موقع EliteProspects.com (الإنجليزية)
- جون سكوت (لاعب هوكي الجليد) على موقع Eurohockey.com (الإنجليزية)
- جون سكوت (لاعب هوكي الجليد) على موقع HockeyDB.com (الإنجليزية)
- جون سكوت (لاعب هوكي الجليد) على موقع Hockey-Reference.com (الإنجليزية)